# Schenkia kasparyani
Schenkia kasparyani là một loài tò vò trong họ Ichneumonidae.